# Libération (film, 1971)
Pour les articles homonymes, voir Libération.
Pour plus de détails, voir Fiche technique et Distribution.
Libération (en russe : Освобождение, en polonais : Wyzwolenie, en allemand : Befreiung) est un film épique de 7 h 27 tourné par Iouri Ozerov de 1967 à 1971 et retraçant des épisodes marquants de la Grande Guerre patriotique à partir de 1943.
Il s'agit d'une coproduction de l'Union soviétique, de la République démocratique allemande, de l'Italie, de la Pologne et de la Yougoslavie.

## Synopsis

### L'Arc de feu (en russe Огненная дуга), (88 minutes), terminé en 1968
Le premier épisode de cette épopée cinématographique soviétique sorti en 1969 évoque le contexte de la bataille de Koursk et la bataille elle-même.
Après un test décevant sur le blindage d'un char Tigre, Adolf Hitler exige que l'on apporte des améliorations à ce blindé avant de lancer l'Opération Citadelle. Il s'ensuit une période de calme mais l'état-major soviétique sachant, par ses services de renseignements, que l'ennemi concentre des troupes dans les régions de Poltava, Kharkov, Orel et Briansk pense que les Allemands vont lancer une offensive. L'interrogatoire d'un prisonnier allemand capturé par des sapeurs soviétiques alors qu'ils ouvraient un passage dans un champ de mines vient conforter cette opinion.
Afin d'affaiblir le dispositif offensif, Gueorgui Joukov autorise des frappes d'artillerie auxquelles succède un grand calme qui interroge, du frontovik au grade le plus élevé. Cette « paix » provoque un certain laxisme sur la ligne de front et les gradés doivent réagir. Ce répit est dû à une certaine désorganisation dans les lignes allemandes à la suite des bombardements, et l'opportunité d'une attaque, l'effet de surprise ayant échoué, leur apparaît moins clairement.
Le 5 juillet, les Allemands attaquent : aux frappes aériennes succèdent les chars suivis par les fantassins. Pendant ce temps au camp de concentration d'Oranienbourg-Sachsenhausen, Andreï Vlassov tente de recruter des prisonniers pour son Armée de libération russe mais n'en entraîne guère. Un autre prisonnier, Iakov Djougachvili, est approché pour être échangé avec le Generalfeldmarschall Friedrich Paulus. Il refuse et son père, Joseph Staline, fera savoir qu'on n'échange pas un maréchal contre un simple soldat.
Sur le front, la situation est terrible pour les troupes russes qui tiennent plus ou moins bien selon les secteurs. Sous les bombes, les tirs de mitrailleuses, les soldats résistent comme Sachka qui transporte des caisses de munitions, Zoïa qui soigne les blessés, Maximov qui après avoir perdu tous ses hommes est renvoyé à son poste puis capturé par les Allemands, le capitaine Orlov qui doit contenir des soldats qui paniquent. D'autres comme Savtchouk sont blessés et certains en état de choc sont inopérants.
Dans ces circonstances, Joukov persuade Staline d'engager les troupes prévues pour l'opération Koutouzov afin de permettre la contre-offensive de Constantin Rokossovski. Le secrétaire général du Parti communiste de l'Union soviétique lui donne trois jours pour la préparer.
À Londres, Winston Churchill s'inquiète de la situation sur le front russe et pense à une invasion de l'Europe par les Balkans d'autant plus qu'il n'avait pas reçu de bonnes nouvelles des résistants yougoslaves mais les troupes de Josip Broz Tito fondent sur l'occupant et brisent l'encerclement.
Du côté allemand, Erich von Manstein engage toutes ses divisions blindées et les Soviétiques les affrontent avec leurs chars, ce qui permet d'assister, entre autres, à une charge à partir du bloc de vision du pilote, puis à l'extérieur lorsque les équipages des blindés touchés poursuivent le combat au révolver, au poignard, au corps à corps au milieu de quelque chose qui ressemble à l'enfer. Avec les renforts de la 5e armée de la Garde du général Alekseï Jadov et la 5e armée blindée de la Garde du général Pavel Rotmistrov l'envahisseur subit de lourdes pertes : Gustav Schmidt se suicide après l'anéantissement de sa division.
L'offensive allemande est arrêtée mais il reste encore deux années de souffrances, de courage et de pertes.

### La Percée, en russeПрорыв(86 minutes) terminé en 1969
Alors que les troupes américaines viennent de débarquer en Sicile, le 19 juillet 1943 Hitler se rend à Trévise pour y rencontrer Benito Mussolini. Le Führer tente de remobiliser le Duce mais celui-ci accablé par la situation ne prend aucune décision, ce qui précipite sa destitution puis son arrestation sur l'ordre du roi Victor-Emmanuel III.
À Berlin, Hitler confie à Otto Skorzeny la mission d'aller délivrer Mussolini avant de recevoir von Kluge à qui il demande plusieurs divisions pour les transférer sur le front italien comme le lui conseille le maréchal Wilhelm Keitel. Von Kluge soutenu par deux généraux réussit à convaincre le Führer de ne pas retirer d'unités du front de l'Est.
Ce maintien n'empêche pas les troupes soviétiques de prendre Orel et Bielgorod. Mais l'ennemi n'est pas anéanti et pour le vaincre commence la bataille du rail afin qu'il ne puisse se replier en bon ordre.
Dans les territoires occupés, bien que les Allemands fassent pression sur la résistance par une répression féroce sur la population, les résistants ne renoncent pas : à Varsovie une bombe explose dans un cinéma fréquenté par l'occupant.
Mussolini, libéré par des commandos allemands, se retrouve en présence d'Hitler pour qui la situation est magnifique : à l'ouest les Anglo-Américains sont incapables d'ouvrir un 2e front, en Italie les troupes ont des positions très fortes et en Russie un rempart a été construit sur les rives du Dniepr. C'est là que les forces soviétiques des fronts du centre, de Voronej, de la steppe et du front sud-ouest atteignent le fleuve.
La traversée est très difficile sous les tirs de l'artillerie ennemie, la mitraille et les bombes larguées par les avions mais il faut traverser coûte que coûte, avec tout ce qui peut flotter, au prix d'énormes pertes. Les Russes parviennent à établir plusieurs têtes de pont. Ainsi le bataillon du colonel Loukine où l'on retrouve le capitaine Tsvetaïev, le capitaine Orlov, l'adjudant Sachka et son ami Sklyar pour ne citer qu'eux s'installent dans un village où un sniper de la ROA fait un « carton ». Ils comprennent vite qu'ils sont là pour attirer les Allemands afin de soulager d'autres unités et qu'ils n'ont aucun espoir de recevoir de l'aide. Sacrifiés, les malheureux se battent jusqu'aux dernières cartouches, submergés par l'adversaire. Quinze survivants parviennent à s'échapper par les marais.
Au Kremlin, on rend compte des succès des franchissements avec plus de vingt têtes de pont et on suggère à Staline de renforcer la 38e armée pour s'emparer de Kiev après le 20 novembre. Staline décide d'avancer l'opération au 6 novembre pour célébrer l'anniversaire de la grande révolution d'octobre. Rybalko qui commande la 3e armée de chars de la Garde doit préparer l'offensive et pour traverser le fleuve sans être trop exposé réussit, grâce au cadavre du soldat Petrov qui transporte un document qui indique de fausses positions, à détourner l'attention des Allemands et traverser le Dniepr sans dommages.
L'attaque de Kiev commence par une offensive blindée, la nuit, avec projecteurs et sirènes. Puis ce sont des combats acharnés dans la ville au milieu des décombres, des explosions, des incendies où beaucoup perdent la vie. Les survivants reçoivent leur lot de décorations, de félicitations.
À Téhéran, Roosevelt, Staline et Churchill se retrouvent à l'ambassade d'URSS où le secrétaire général du PCUS réclame l'ouverture d'un second front. Churchill propose les Balkans mais Roosevelt trouve la cible trop éloignée. Et pendant ce temps, des armées soviétiques avancent dans la neige en direction de Berlin. L'année 1944 s'annonce meilleure sinon moins difficile que 1943.

### Opération Bagration, en russeНапрaвление главного удара(122 minutes) terminé à la fin de 1970 et au début de 1971
- 1re partie

Le 30 novembre 1943 Churchill et Roosevelt informent Staline qu'ils ont décidé d'ouvrir un 2e front au nord de la France en mai 1944. En retour le leader soviétique les informe qu'il prépare une attaque massive sur le front de l'Est. Les résultats de cette conférence parviennent à l'ambassade britannique, à Ankara, le 15 décembre. Le valet de chambre Elyesa Bazna à la solde des nazis leur transmet des photographies du dossier. Hitler qui les reçoit de la main d'Heinrich Himmler croit à une manœuvre de Churchill et n'y accorde aucune importance.
Au front Nikolaï Vatoutine tombe dans une embuscade où il est mortellement blessé : les offensives en Ukraine se poursuivent sous les ordres de Gueorgui Joukov, Ivan Koniev, Rodion Malinovski...
Au Kremlin, devant Staline, Joukov fait un état de la situation et chacun expose son point de vue pour préparer la grande offensive d'été. En définitive le choix se porte sur la Biélorussie, là ou les Allemands les attendent le moins car les terrains marécageux rendent très difficile la progression des blindés. Staline donne son accord et demande que l'on étudie le projet.
Sur le terrain où l'on retrouve Zoïa toujours aussi téméraire, aussi dévouée, les Allemands se défendent farouchement. Les pertes soviétiques sont lourdes et Joukov donne l'ordre d'arrêter l'offensive. Il part en inspection dans les zones de marécages où il découvre que des soldats ont trouvé un moyen pour s'y déplacer plus facilement.
Le 23 mai au Kremlin, Staline préside à une réunion qui rassemble les principaux chefs militaires soviétiques : ils lui exposent le programme détaillé de l'offensive d'été. Le secrétaire général du PCUS, convaincu du sérieux du travail, ratifie le projet et décide de l'appeler opération Bagration.
Alors qu'à Berlin Hitler découvre que les informations fournies par leur espion à Ankara étaient bonnes, on a du mal à bien se préparer à l'attaque soviétique parce qu'on ne sait pas où elle aura lieu. Pendant ce temps dans les profondeurs des forêts biélorusses un représentant de l'Armée rouge rencontre des chefs des principaux groupes de partisans biélorusses qui sont chargés de saboter le réseau ferré sur toute la longueur du front, ce qui est fait.
Tout semble prêt : artillerie, blindés, aviation attendent le signal. Parmi les forces aériennes on trouve l'escadrille Normandie-Niémen commandée par Pierre Pouyade (et non Pouillarde comme écrit dans les sous-titres) dont deux des pilotes, Jacques et le lieutenant Zaitsev, vont être abattus par la DCA dans des circonstances particulières.
- 2e partie

Le 24 juin, le maréchal Joukov rend compte des premiers succès de l'opération Bagration : Hovhannes Bagramian a forcé les Allemands à traverser la Dvina occidentale et a encerclé Vitebsk, Ivan Tcherniakhovski progresse vers la Bérézina et Borissov, Matveï Zakharov s'avance vers Moguilev. Ils ont pu compter sur l'aide de 270 000 partisans qui ont paralysé les voies ferrées de l'ennemi qui ne semble toujours pas croire à une offensive de l'Armée rouge dans ces secteurs.
L'état-major déclenche un pilonnage destiné à affaiblir les défenses allemandes, à couvrir le bruit de l'installation des rondins, celui de la progression des blindés et des fantassins dans les marais. La surprise n'est pas totale pour la Wehrmacht et la traversée des marécages avec des moyens de fortune est très difficile sous le feu de l'ennemi. Cependant Mikhaïl Fiodorovitch Panov (ru) crée une brèche, progresse vers Bobrouïsk et Stepan Lialko (ru) à la tête d'une flottille traverse la Bérézina. Ces revers entraînent le remplacement d'Ernst Busch par le Generalfeldmarschall Walter Model. Rien ne semble arrêter les troupes soviétiques qui parviennent à Bobrouïsk : le général Adolf Hamann fuit en incendiant la ville où Joukov et ses troupes pénètrent en recevant un accueil triomphal.
Les blindés de Mikhaïl Panov foncent vers Minsk semant l'infanterie qui se retrouve à 50 kilomètres en arrière. En traversant les forêts les tanks prennent en «stop» les partisans qui vont remplacer les fantassins et tous partent à la conquête de Minsk pour poursuivre leur avancée et faire leur jonction avec la colonne de chars de Alekseï Bourdeïny (ru)
La stratégie des armées soviétiques a les conséquences prévues : pour faire face à l'offensive en Biélorussie les Allemands doivent transférer de nombreuses unités du sud vers le nord ce qui permet à Ivan Koniev d'attaquer en Ukraine. Au cours de ces opérations des dizaines de milliers de soldats allemands sont capturés. Pour remédier à l'incrédulité de l'ennemi et des Alliés qui ne croient pas aux communiqués soviétiques, Staline demande à ce qu'ils soient montrés ce qui se traduira par le Défilé des prisonniers de guerre allemands à Moscou.
Ensuite, 25 minutes environ sont consacrées aux causes, aux préparatifs et au déroulement du complot du 20 juillet 1944 puis à ses conséquences dont la nomination de Heinz Guderian au poste de chef d'état-major de l'armée de terre. Paradoxalement l'échec de cet attentat ne déplaît pas à Churchill qui ne veut pas que l'on lui vole sa victoire. À son célèbre sens de l'humour, Staline lui fait profiter du sien : il lui envoie sa photo pour célébrer le passage de la frontière polonaise par les troupes soviétiques.

### La Bataille pour Berlin, en russeБитва за Берлин(79 minutes) terminé à la fin de 1971
Informé de la situation critique des troupes alliées dans les Ardennes, Staline réagit au message d'Eisenhower et à la lettre de Churchill en avançant une offensive de deux semaines malgré les risques d'un temps bouché qui empêcherait le soutien de l'aviation.
Les Allemands reculent, Varsovie est libérée mais l'encadrement doit veiller à ce qu'il n'y ait pas de relâchement. Ainsi Joukov doit remplacer un lieutenant-colonel qui n'assurait pas suffisamment ses fonctions.
À Berlin, l'avance de l'Armée rouge inquiète beaucoup et certains proposent de demander à Eisenhower un armistice de cent jours pour porter un coup dévastateur à l'Est. Bien que cela rende Hitler furieux, l'Obergruppenführer Karl Wolff obtient l'autorisation de négocier avec Dulles.
À Moscou on fait le point sur la situation et la fatigue des troupes interpelle l'état-major; Joukov décide de retarder l'offensive sur Berlin mais permet à Katoukov de se diriger au nord de la Poméranie pour prévenir une attaque de Guderian.
À Yalta, le général Antonov fait état de l'énorme avance des troupes soviétiques en regard des troupes du front ouest et Staline profite de ce sommet pour demander des éclaircissements sur les contacts clandestins entre les Alliés et le régime nazi.
Sur le front, en plus de la fatigue on doit résoudre le problème du manque de carburant pour certaines troupes de blindés. Enfin, grâce à des soldats polonais on en trouve dans des wagons-citernes et on y trouve même autre chose...On libère par la même occasion des prisonniers de diverses nationalités enfermés dans des wagons à bestiaux dont la destination était les camps de concentration.
Staline apprend que le maréchal Bernard Montgomery prépare une percée pour entrer avant l'Armée rouge dans la capitale allemande mais le secrétaire général du PCUS ne l'envisage pas ainsi donc Joukov lui détaille les moyens exceptionnels dont il dispose pour y entrer le premier et affronter les forces et les fortifications considérables qui entourent Berlin .
Le 16 avril les opérations commencent par le pilonnage de l'artillerie suivi par une attaque de nuit soutenue par 140 projecteurs de la DCA. Puis les chars progressent dans les faubourgs défendus parfois par de jeunes gens. Ainsi un adolescent de 15 qui «jouait» au sniper est capturé. Le 21 avril, le lendemain des 56 ans du Führer, les hommes du 1er front de Biélorussie entrent dans Berlin mais l'ennemi se défend farouchement et certains doivent se réfugier chez des Berlinois pour réparer ou faire une pause malgré les difficultés à communiquer mais surtout à cause de l'effroi que provoque l'irruption de «soldats communistes» dans les maisons. Le 25 avril, c'est la 4e armée blindée qui entre dans Potsdam et elle doit faire appel à des fantassins polonais pour neutraliser des défenseurs armés de panzerfaust. Les combats se poursuivent dans le zoo où les fantassins progressent au milieu des antilopes, des lions... Cet épisode s'achève avec l'image d'un singe blessé qui, soigné par un soldat, ne supporte pas son bandage et fait tout son possible pour l'enlever.

### Le Dernier assaut, en russeПоследний штурм(72 minutes) terminé à la fin de 1971
Le cinquième épisode, intitulé Le Dernier Assaut réalisé en 1971, est sorti sur les écrans en 1972.
Il met en scène les combats qui ont eu lieu dans Berlin ainsi que les événements qui se sont déroulés dans le Führerbunker jusqu'à la capitulation sans conditions de la ville.
Se succèdent des scènes de combats rapprochés dans les rues, des vues de la résistance acharnée des Allemands qui, embusqués, tirent sur les soldats de l'armée rouge et leurs blindés ; la ville est conquise maison par maison, les combats ont lieu parfois au corps à corps. Certains soldats soviétiques sont hébergés par des civils allemands.
En même temps, on assiste aux derniers jours d'Hitler et de Goebbels, qui, dans le bunker de la chancellerie, sont mis au courant de l'avance inexorable des troupes soviétiques provoquant leur isolement progressif et empêchant les troupes du général Walther Wenck de venir à leur secours. L'Armée rouge neutralise l'aéroport, ne permettant plus ainsi le ravitaillement de la capitale allemande et l'approvisionnement en munitions.
Les combats se poursuivent jusque dans le métro où les femmes, les enfants et les blessés se sont réfugiés. La résistance est telle que les Soviétiques y descendent une pièce d'artillerie pour en venir à bout. Hitler, mis au courant, ordonne l'inondation du réseau souterrain pour ralentir l'offensive ennemie, ce qui entraîne la noyade de centaines de civils.
Il y a aussi des moments plus calmes, comme celui où des soldats se font photographier pour avoir une photo d'identité sur leur carte du parti quand on fêtera la victoire.
Ces instants sont de courte durée ; les ponts étant minés, les troupes doivent effectuer la terrible traversée de la Spree sur des radeaux bravant les tirs intenses. Les combats sont acharnés, même au Reichstag où les Allemands résistent si longuement que l'état-major soviétique déplore la durée de cet assaut.
Au milieu de ce carnage, à l'aide de haut-parleurs, le Comité national de l'Allemagne libre, secondé par un pasteur, tente de faire cesser la résistance pour éviter des pertes inutiles, mais en vain. Les désertions sont rares.
Dans son bunker, Hitler empoisonne Eva Braun qu'il vient d'épouser puis se suicide ou est suicidé par un dignitaire nazi. Goebbels envoie le général Hans Krebs au quartier général soviétique pour essayer d'obtenir un armistice de 24 h mais c'est un niet ; les Soviétiques exigent une capitulation sans conditions. Un officier soviétique est envoyé afin d'installer une ligne téléphonique dans le bunker pour des pourparlers. Craignant le sort de Mussolini, la famille Goebbels se suicide. Au milieu des ruines, les Allemands hissent le drapeau blanc et les soldats soviétiques fêtent la victoire en vidant leurs chargeurs des balles qui ne leur serviront plus désormais. La fête est partout et le film se termine avec le « palmarès » des pertes humaines dues aux affrontements pendant la Deuxième Guerre mondiale.

## Fiche technique
- Titre français : Libération
- Titre russe : Освобождение, Osvobojdenie
- Titre allemand : Befreiung
- Titre italien : Liberazione
- Titre polonais : Wyzwolenie
- Titre serbo-croate : Oslobođenje
- Réalisation : Iouri Ozerov
- Responsable des scènes de bataille : Oskar Kourganov
- Régisseur : Y. Koun
- Scénario : Iouri Bondarev, Oskar Esterkine (ru) (pseudonyme d'Oskar Kourganov), Iouri Ozerov
- Adaptation française : Charles Dorat
- Photographie : Igor Slabnevitch (ru)
- Cadreurs : V. Goussev, A. Akhmetova
- Prises de vues spéciales : E. Stürzkober
- Son : Evguenia Indlina, Evgueni Kachkevitch, Iouri Mikhaïlov
- Éclairages : V. Nevoline
- Montage : E. Karpova
- Décors : Alexandre Miagkov (ru)
- Décorateurs : I. Fedorov, T. Lapchina, F. Krasny
- Architecte: V. Smirnov
- Chef pyrotechnicien : Vladimir Soukhoretski
- Costumes : Diliara Ozerova épouse du réalisateur
- Maquillage : V. Yakovlev
- Musique : Iouri Levitine
- Chanson : Mikhaïl Nojkine (ru)
- Production : Lidia Kanareïkina
- Sociétés de production : Studios Mosfilm, URSS - Deutsche Film AG (Defa), Allemagne de l'Est - Zespol Filmowy "Kamera", Pologne - Dino De Laurentiis, Italie - Avala film, Yougoslavie
- Pays de production :  Union soviétique,  Allemagne de l'Est,  Italie,  Pologne,  Yougoslavie
- Langue de tournage : russe, allemand
- Format : Noir et blanc - Couleur (Eastmancolor) - négatif 70 mm - 16 mm, 35 mm, 70 mm sovscope 70 - 2,21:1 - Son 70 mm 6 track (70 mm prints), Mono 35 mm prints.
- Genre : Drame historique, film de guerre
- Durée : 447 minutes (7h27)
- Dates de sortie : 
  - URSS : les deux premiers épisodes le 7 mai 1970 et le 7 novembre 1971

### Acteurs soviétiques
- Tynou Aav (ru) : un officier allemand dans le camp de concentration d'Oranienbourg-Sachsenhausen
- Alexandre Afanassiev : Dmitri Leliouchenko commandant de la 4e armée de chars de la Garde
- Voldemar Akouraters (ru) : le capitaine William F. Stewart
- Alexeï Alexeïev (ru) : Vassili Ivanovitch Kouznetsov commandant de la 3e armée de choc
- Elizaveta Alexeïeva : Eleanor Roosevelt
- Ingrida Andrinia (ru) : la jeune Allemande qui parle avec le lieutenant Vassiliev
- Viktor Avdiouchko (VF : Georges Atlas) : le major Maximov
- Irina Azer (ru) : Tania, transporteur
- Viktor Baïkov (ru) : Viatcheslav Molotov
- Alexandre Barouchnoï : Alan Brooke
- Bolot Beïchenaliev : tankiste, mécanicien à bord du tank du lieutenant Vassiliev
- Iouri Bogolioubov : L'interprète auprès de Molotov à Téhéran
- Nikolaï Bogolioubov : Kliment Vorochilov
- Viktor Bortsov (ru) : le lieutenant-général des troupes blindées Grigori Oriol (ru), chef du bataillon au 1er front de Biélorussie
- Evgueni Bourenkov (ru) (VF : Henry Djanik) : Alexandre Vassilievski
- Gueorgui Bourkov : un sergent
- Viktor Chakhov : Gorokhov, conducteur de char
- Vassili Choukchine : Ivan Koniev (films III-V)
- Evgueni Choutov (ru) : commandant chez les partisans (film III), un combattant dans le bataillon de Stepan Neoustroïev (film V)
- Piotr Chtcherbakov (ru) (VF : Albert Augier) : Constantine Teleguine (ru), major général, membre du conseil militaire de Voronej et ensuite du 1er front ukrainien
- Vladlen Davydov (ru) (VF : Jean Michaud) : Constantin Rokossovski
- Ioulia Diochi : Magda Goebbels
- Iouri Djorogov : Andreï Gromyko
- Iouri Doubrovine (ru) : le porteur du message destiné au lieutenant Leontiev
- Iouri Dourov (ru) : Winston Churchill
- Leonid Dovlatov (ru) : le lieutenant-général Sergueï Galadjev (ru) chef du département politique du 1er front de Biélorussie
- Nikolaï Eremenko : Josip Broz Tito
- Olev Eskola (ru) (VF : Georges Atlas) : Arthur von Kristman
- Dmitri Franko (VF : Jacques Berthier (acteur)) : Pavel Rybalko commandant de la 3e armée de chars de la Garde
- Alekseï Glazyrine : Panteleïmon Ponomarenko
- Piotr Glebov : Pavel Rotmistrov
- Mikhaïl Glouzski : le sergent Riachentsev
- Iossif Goguitchaïchvili (VF : Jean-Pierre Dorat) : Iakov Djougachvili
- Larissa Goloubkina (VF : Monique Martial) : Zoïa, l'infirmière «copine» du capitaine d'artillerie Sergueï Tsvetaïev
- Vadim Viktorovitch Gratchiov (ru) : le colonel Anatoli Goloubov (ru) commandant de l'escadrille Normandie Niémen
- Valentine Gratchiov (ru) : Leontiev, un opérateur radio
- Nikolaï Gres : Rodion Malinovski
- Vladimir Guerassimov : le lieutenant Krouglikov
- J. P. Ijejene : un pilote français
- Edouard Izotov (ru) : le lieutenant, Alexeï Berest (ru) commandant adjoint de la partie politique du 1er bataillon d'infanterie du 756e régiment d'infanterie de la 150e division d'infanterie
- Evgueni Joukov : un colonel
- Vladimir Kachpour : le soldat qui montre à Gueorgui Joukov ce qu'il a fabriqué pour ne pas s'enfoncer dans la boue
- Anatoli Kalmykov : un cascadeur
- Iouri Kamorny (ru) (VF : Daniel Gall) : le lieutenant Vassiliev, tankiste
- Artem Karapetian : voix off
- Valeri Karen : Hovhannes Bagramian
- Guerman Katchine (ru) : photographe dans le bataillon de Stepan Neoustroïev
- Gueorgui Kharabadze : Meliton Kantaria un des trois soldats qui a hissé le drapeau rouge au sommet du Reichstag
- Sergueï Khartchenko (ru) (VF : Albert de Médina) : Nikolaï Vatoutine commandant des troupes de Voronej et ensuite de troupes sur le premier front ukrainien
- Roman Khomiatov (ru) : interprète allemand qui a exécuté le major Maximov
- Iouri Kireïev (ru) : un brancardier
- Vitali Kisseliov : un soldat
- Mikhaïl Kokchenov : un officier d'artillerie russe
- Evgueni Koltchinski : Ivan Tcherniakhovski
- Vladimir Korenev : le capitaine, Stepan Neoustroïev (ru) commandant du 1er bataillon d'infanterie du 756e régiment d'infanterie de la 150e division d'infanterie
- Viktor Kossenko : Kirill Meretskov
- Leonid Kouravliov : émissaire envoyé au bunker d'Hitler
- Alexandre Vsevolodovitch Kouznetsov (ru) : Goulia, chef-cuisinier
- Anatoli Kouznetsov : Gueorgui Nefiodovitch Zakharov commandant de la 303e division d'aviation de chasse
- Ioulian Kozlovski : Vassili Kozlov (ru)
- Guennadi Kracheninnikov : l'éclaireur Mikhaïl Egorov (ru) un des trois soldats qui a installé le drapeau rouge au sommet du Reichstag
- Nikolaï Lebedev (acteur) (ru) : Stepan Krassovski (ru) commandant de la 2e armée de l'air (URSS) (ru)
- Iouri Legkov (VF : Jean-Pierre Dorat) : Ivan Koniev (les films I-II)
- Iouri Leonidov : le commandant d'un bataillon d'infanterie de l'armée de Pavel Rybalko
- Sergueï Liakhnitski (ru) : Semion Bogdanov commandant de la 2e armée des chars de la garde
- Piotr Lioubechkine (ru) : Le lieutenant-colonel Korkine
- Lev Lobov : le colonel Fiodor Zintchenko (ru)
- Sergueï Malichevski (ru) (VF : Alain Nobis) : un adjudant, ordonnance de Nikolaï Vatoutine
- Heino Mandri : un officier allemand
- Iouri Martynov : un adjudant auprès de Vladimir Gromov
- Grigori Mikhaïlov : Mikhaïl Malinine
- Ivan Mykolaïtchouk : Savtchouk
- Iouri Nazarov : soldat de l'Armée Vlassov capturé par Sachka
- Sergueï Nikonenko (VF : Paul Bisciglia) : l'adjudant Alexandre Sachka
- Mikhaïl Nojkine (ru) : le lieutenant Iartsev
- Valeri Nossik (ru) : le sergent Dorojkine radio à bord du char du lieutenant Vassiliev (celui qui goûte le carburant)
- Bruno O'Ya : un officier allemand dans un camp de concentration
- Nikolaï Olialine (VF : Jean-Claude Michel) : le capitaine d'artillerie Sergueï Tsvetaïev
- Mikhaïl Oulianov (VF : René Arrieu) : Gueorgui Joukov
- Viktor Ouralski (ru) : un soldat
- Igor Ozerov : le lieutenant Leontiev
- Ivan Pereverzev : Vassili Tchouïkov
- Nikolaï Pogodine (acteur) (ru) : un éclaireur
- Lev Poliakov (ru) : Andreï Gretchko commandant adjoint du 1er front ukrainien
- Iouri Pomerantsev (ru) (VF : Jean Berton) : Andreï Vlassov commandant de l'Armée Vlassov et président du KONR (ru)
- Mikhaïl Postnikov : Vassili Sokolovski
- Alekseï Presnetsov : Sergueï Roudenko (chef militaire) (ru) commandant de la 16e armée de l'air
- Olga Prokhorova (ru) : une Allemande dans une maison à Berlin
- Vladimir Protassenko : adjudant dans les troupes de Nikolaï Vatoutine
- Klion Protassov (ru) : Sergueï Chtemenko, chef de la direction opérationnelle de l'état-major général de l'Armée rouge
- Lev Prygounov (ru) : Jacques, appelé  aussi «Camomille», pilote dans le Régiment de chasse 2/30 Normandie-Niemen
- B. Raffali : un pilote français
- Vladimir Razoumovski : le lieutenant Zaïtsev, pilote dans le Régiment de chasse 2/30 Normandie-Niemen
- Anatoli Romachine (ru) : Vassili Chatilov (ru) major général commandant de la 150e division d'infanterie
- Nikolaï Rouchkovski (ru) : Kirill Moskalenko commandant de la 38e armée
- Gueorgui Rybakov : L'interprète auprès de Vassili Tchouïkov
- Nikolaï Rybnikov : major-général Mikhaïl Panov (ru) commandant du 1er corps du Don des chars de la garde
- Vladimir Samoïlov (VF : William Sabatier) : Vladimir Gromov, commandant d'une division
- Vsevolod Sanaïev (VF : Georges Hubert) : le colonel Loukine
- A. Sentonz : un pilote français
- Nikolaï Serebrennikov : commandant de la 1re armée aérienne
- Nikolaï Simkine : Le lieutenant-général Sidorenko
- Alexandre Smirnov (acteur) (ru) : le général Mikhaïl Barsoukov (ru)
- Nikolaï Smortchkov (ru) : l'ordonnance du capitaine Stepan Neoustroïev
- Anatoli Soloviov (acteur) (ru) : le capitaine de 2e rang Stepan Maximovitch Lialko, commandant de la brigade de la flottille du Dniepr [1]
- Vladislav Strjeltchik (VF : Paul Bonifas) : Alexeï Antonov, sous-chef d'état-major général puis chef d'état-major général de l'Armée rouge
- Aleksandr Titov : Mikhaïl Kalinine
- Roman Tkatchouk : Alexeï Epichev (ru), membre du conseil militaire de la 38e armée (URSS)
- Gueorgui Toussouzov (ru) : Victor-Emmanuel III, roi d'Italie
- Constantin Tyrtov : général sur le Front de Voronej
- Viktor Vakhline : un partisan
- Viatcheslav Voronine (acteur) (ru) : Alexeï Bourdeïny (ru), commandant du 2e corps de chars de la Garde
- Constantin Zabeline (VF : Denis Savignat) : Mikhaïl Katoukov, commandant de la 1re armée de chars de la garde
- Boris Zaïdenberg (ru) (VF : René Bériard) : le major Orlov, commandant du bataillon
- Boukhouti Zakariadze (VF : Louis Arbessier) : Joseph Staline
- Vladimir Zamanski : le colonel général Pavel Batov commandant de la 65e armée

### Acteursest-allemands
- Fred Alexander (acteur) : Elyesa Bazna espion allemand à l'ambassade de Grande-Bretagne à Ankara
- Manfred Bendik : Ernst John von Freyend
- Max Bernhardt : Carl Friedrich Goerdeler
- Paul Berndt (de) : Albrecht Mertz von Quirnheim (film III), Artur Axmann (films IV et V)
- G. Chelske : Friedrich Fromm
- Martha Beschort-Diez : une vieille dame à Berlin
- Regina Beyer (de) : la secrétaire de Goebbels
- Ralf Böhmke : Adolf Hamann
- Otto Busse : Heinz Linge et Allen Dulles
- Otto Dierichs (de) : Erwin von Witzleben
- Fritz Diez : Adolf Hitler
- Werner Dissel (de) : Alfred Jodl
- Fritz-Ernst Fechner (de) : Heinz Brandt (celui qui déplace la serviette déposée par le colonel von Stauffenberg)
- Erich Gerberding (de) : Ernst Busch (acteur)
- Horst Giese (de) : Bruno Fermella, le sapeur allemand capturé (film I), Joseph Goebbels (films III-V)
- Ingolf Gorges (de) : un soldat allemand dans le métro
- Horst Gill : Otto Günsche
- Gert Hänsen : le général Helmut Weidling
- Hannjo Hasse : Hans Günther von Kluge
- Gerd Michael Henneberg (de) : Wilhelm Keitel
- Sepp Klose (de) : Karl Wolff
- Hinrich Köhn : Otto-Ernst Remer (celui qui répond au coup de téléphone d'Hitler après l'attentat
- Herbert Körbs (de) : Heinz Guderian
- Hans-Hartmut Krüger : Hans Krebs
- Hans Ulrich Lauffer : Gustav Schmidt (général) lieutenant général, commandant de la 19e division blindée
- Fred Mahr (de) : Josef Dietrich
- Peter Marx : Theodor Busse chef de cabinet de Manstein
- Wilfried Ortmann (de) : Friedrich Olbricht
- Joachim Pape (de) : Martin Bormann
- Günther Polensen : le prêtre appelant au cessez-le-feu au cours des combats dans Berlin
- Rolf Ripperger (de) : Adolf Heusinger
- Willi Schrade (de) : le lieutenant Wolfram Röhrig (de)
- Gert Schtaïguer : Willy, l'antifasciste
- Ernst-Georg Schwill (de) : le scharführer SS dans le bunker d'Hitler
- Hans-Edgar Stecher (de) : Werner von Haeften
- Alfred Struwe : Claus von Stauffenberg
- Peter Sturm (de) : Walter Model
- Ulrich Teschner (de) : le lieutenant Bock
- Erich Thiede : Heinrich Himmler
- Georg-Michael Wagner (de) : l'avocat Walter Wagner qui marie Hitler et Eva Braun
- Angelika Waller (de) : Eva Braun
- Siegfried Weiß (acteur) (de) : Erich von Manstein
- Kurt Wetzel : Hermann Göring
- Werner Wieland (de) : Ludwig Beck

### Acteurs polonais
- Barbara Brylska : Helena

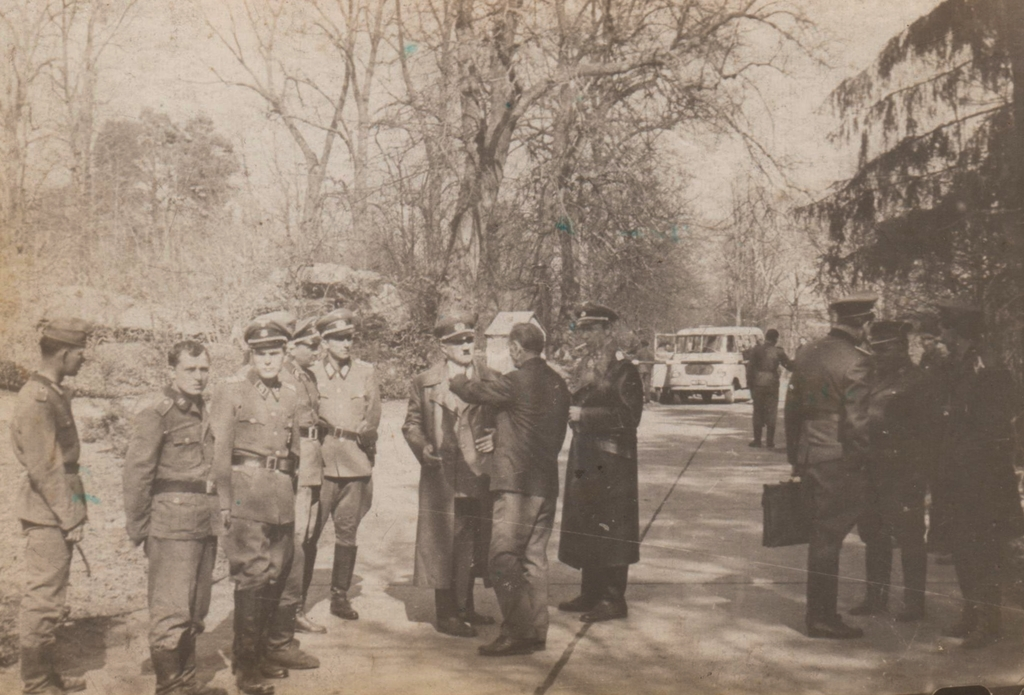
Wyzwolenie film 04

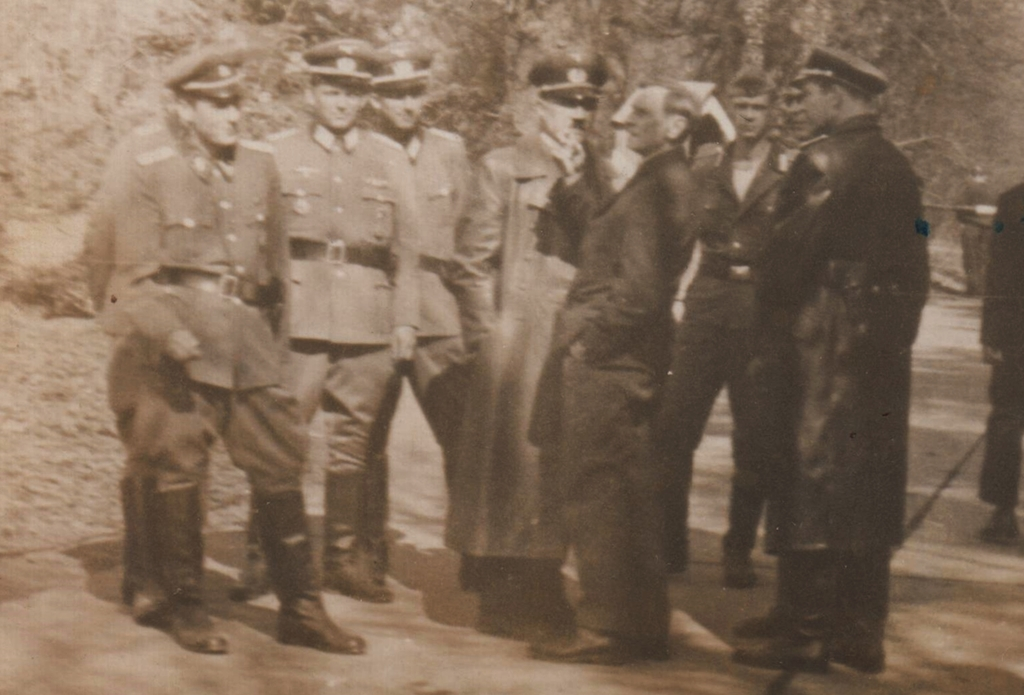
Wyzwolenie film 03

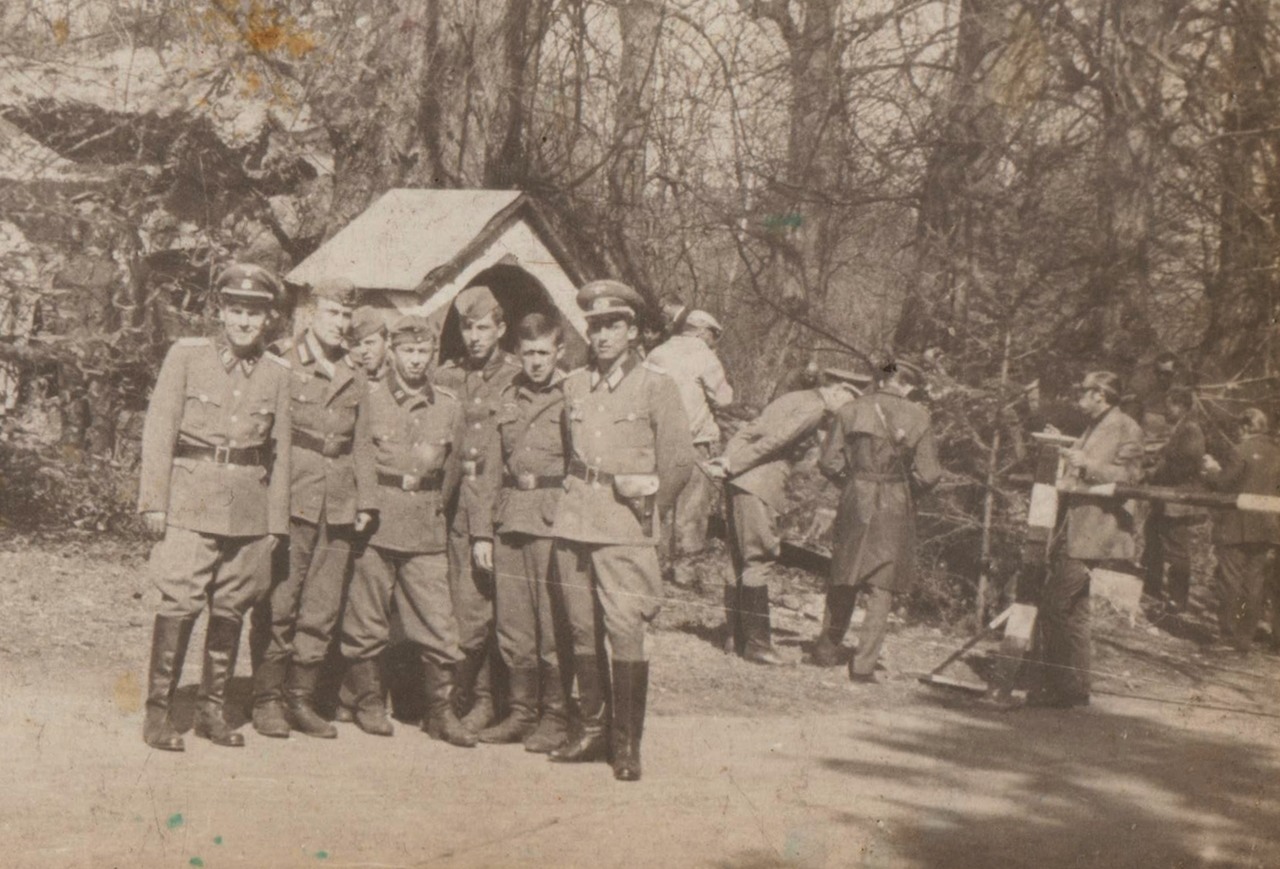
Wyzwolenie film 02

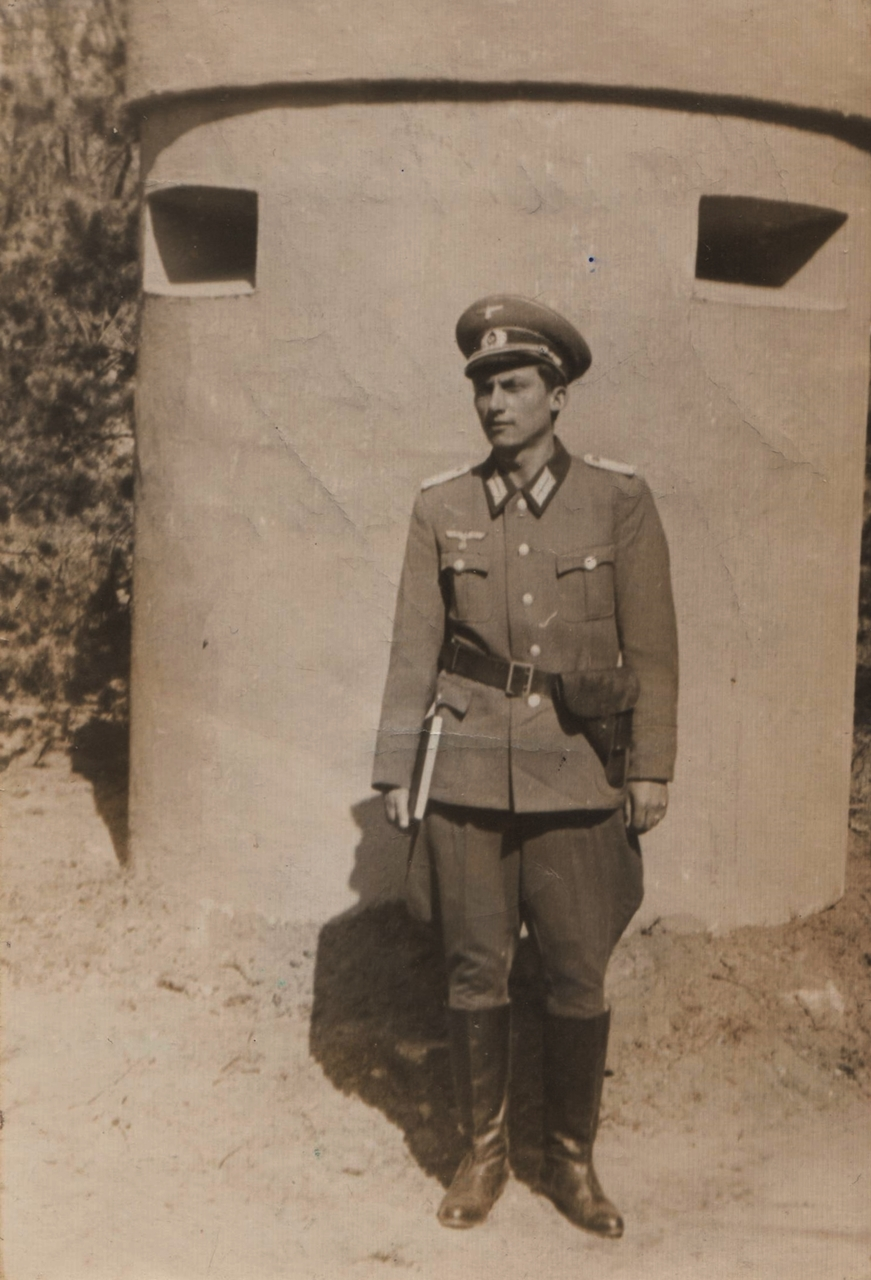
Wyzwolenie film 01

- Jan Englert : Janek Wolny tankiste dans la 1re armée de chars de la Garde dirigée par Mikhaïl Katoukov
- Wieńczsław Gliński (pl) : un forgeron
- Stanisław Jaśkiewicz (pl) : Franklin Delano Roosevelt
- Cezary Julski (pl) : l'officier de la Wehrmacht qui arrête Henryk
- Henryk Łapiński (pl) : un soldat
- Ignacy Machowski (pl) : un vieil homme
- Maciej Nowalowski : Aleksander Zawadzki
- Daniel Olbrychski : Heinryk Dombrovski, résistant à Varsovie et tankiste
- Adam Pejik : l'officier allemand sifflant à l'hippodrome
- Franciszek Pieczka : le sergent Pelka
- Marian Proszyk : un adjudant, un officier de la Wehrmacht
- Tadeusz Schmidt (pl) : le général Zygmunt Berling

### Acteur roumain
- Florin Piersic : Otto Skorzeny

### Acteur italien
- Ivo Garrani : Benito Mussolini

### Nationalités à rechercher
- Erno Bertoli : Pierre Pouyade
- B. White : Hughe Knatchbull-Hugessen ambassadeur de Grande-Bretagne à Ankara

### Autres acteurs dont les rôles sont à rechercher
Mikhal Adamtchevski, O. Alennikov, Vladimir Anisko (ru), Guerman Apitine (ru), Vadim Avdeïenko, Vladimir Bogatkine, Mikhaïl Botcharov, A. Chkarovski, V. Djakhoutachvili, A. Dolidze, F. Efekhner, Evgueni Felgenhauer, Peter Friedrich, G. Gamaniouk, Iouri Iemelianov, R. Khaïman, Erwin Knausmüller (ru), Ivan kouprianov, S. Kouzmitchev, Vladimir Lippart, Rolf Lozanski, G. Maïnokat, Iouri Maximov, Stanisław Mikulski, O. Nekrassov, A. Noujdine, Jiri Papez, Nikolaï Penkov (ru), Alexandre Sergueïevitch Petrov, Werner Pfeifer (de), William Reïchvits-Rochtchine, S. Sodeïko, V. Vaïngofer, Iouri Vychinski (ru), Valeri Vinogradov (ru), Evgueni Vlassov, Viktor Volkov, V. Zaporojets, Alexandre Zvenigorski 

## Accueil et réactions
- En 1970, les deux premiers épisodes ont été vus par 56 millions de spectateurs, se plaçant au 33e rang dans la liste des plus gros succès du box-office en URSS. Pour le troisième film on en a compté 35 millions et 28 millions pour le quatrième.
- La première française avec la diffusion des deux premiers épisodes au Théâtre Marigny sur l'Avenue des Champs-Elysées vers le 14 mai 1970 avec la présence du maréchal Hovhannes Bagramian, Larissa Goloubkina, Zoïa et Iouri Ozerov a été un grand succès. Les films ont été de même très bien reçus au Japon, à Tokyo, Kyoto, Osaka... dans des dizaines de villes où le réalisateur et Larissa Goloubkina s'étaient rendus.
- 1970 : À Moscou, Lors de la première, à la fin de la projection à laquelle assistaient Alexeï Epichev (ru), chef de la direction principale de l'armée et de la marine soviétiques et Andreï Gretchko ministre de la défense, Iouri Ozerov a demandé à ces derniers, malgré leur air sombre, ce qu'ils pensaient du film : le maréchal Gretchko a répondu «Je ne vous dirai rien», puis il a tourné les talons. Sans doute, ils n'appréciaient pas l'importance donnée à Joukov pour la libération de la patrie[réf. souhaitée]. Quant à Sergueï Chtemenko, il semblait satisfait de la série, mais il a reproché à Iouri Ozerov de montrer qu'un lieutenant, Vassiliev dans le film, pouvait inviter à bord de son tank une jeune fille car c'était interdit (ce qui l'est peut-être encore). Il a aussi déclaré qu'à cette époque, il avait une étoile de plus à son uniforme, ce à quoi le réalisateur a répondu qu'il avait respecté les informations données par les archives militaires.
- Le site «La pentalogie de la Libération de Youri Ozerov-Psychovision [3]» donne des informations et un point de vue parfois acerbe sur le film.
- 1971 : À la suite d'un sondage, ce film a été classé le meilleur de l'année 1971 par les lecteurs de L'Écran soviétique .
- Le critique Viktor Matizen (ru) a écrit, en substance, que c'était un film de commande de l'État brejnévien qui laissait apparaître une édulcoration du stalinisme, mais qu'au point de vue cinématographique il avait le mérite de montrer des points de vue qui vont de celui des frontoviks aux grades les plus élevés dans la hiérarchie militaire et politique.
- Vladimir Botchkovski (ru), Héros de l'Union soviétique qui avait détruit 36 chars ennemis lors du conflit était assez mécontent du passage où les équipages des blindés en feu sortaient de leur engin et continuaient le combat par le corps à corps avec les tankistes ennemis. Il a dit que dans cette situation chacun tentait de sauver sa peau, ignorait l'adversaire et tentait de rejoindre ses lignes [4].
- Alexeï Boukine écrit dans [5] que ce film a été un triomphe dans son pays, mais que beaucoup de spectateurs se demandaient pourquoi le film commençait avec la bataille de Koursk, alors que la guerre était commencée depuis plusieurs années. On répond qu'il n'avait pas été autorisé de tourner sur les événements antérieurs et que seules les victoires et les offensives devaient être montrées. (Avec ce titre, «Libération», on était bien obligé de s'en tenir là, mais cela ne donne pas les raisons pour lesquelles on a décidé de se cantonner à cette période en commençant la série sous un autre titre, même si l'on peut en trouver beaucoup). Enfin cela avait déjà été évoqué et été réalisé plusieurs fois par la suite, mais avec moins d'ampleur.
- Madame Ada Ackerman dans les suppléments de l'édition française du DVD fait remarquer que ces films ont une ambition pédagogique avec les cartes présentées puis commentées, les données numériques, les extraits d'archives cinématographiques, les exposés en voix off expliquant les situations et leur contexte, le déroulement des événements, le souci de se rapprocher de la vérité malgré de nombreuses omissions et les difficultés rencontrées par le réalisateur devant composer avec sa partialité et celle des autorités.

## Distinctions
- 1970 : Festival international du film de Karlovy Vary : prix du Comité Central de l'Union de l'Amitié Tchéco-Soviétique pour les films 1 et 2.
- 1971 : Festival international du film de Karlovy Vary : grand prix pour les films 1 et 2
- 1972 : Iouri Bondarev, Oskar Esterkine-Kourganov, scénaristes, Iouri Ozerov, scénariste et réalisateur, Igor Slabnevitch, opérateur, Aleksandr Miagkov, décorateur, ont reçu le Prix Lenine pour les films de la série Libération (1968-1971).
- 1972 : Festival international du film de Karlovy Vary : diplôme honoraire de l'Union de l'amitié tchéco-soviétique pour les films 4 et 5.
- 1972 : 5e Festival du film de l'Union (ru) à Tbilissi : grand prix et prix pour les films 4 et 5
- 1977 : Médaille d'argent de la Société d'Amitié Polono-Soviétique pour le film Libération.
- 2009 : Sélectionné pour le festival de films russes Spoutnik au-dessus de la Pologne à Varsovie.
- 2010 : Sélectionné pour le Festival international du film de Moscou
- 2015 : Sélectionné pour le festival de cinéma russe à Stockholm et Uppsala Kino Rurik (sv)
- ? : Primé au festival du film de films soviétiques à Sorrente
- ? : grand prix au festival international du film des travailleurs de la Tchécoslovaquie
- 1973 : Cette série de films fut présentée par l'URSS pour remporter l'Oscar du meilleur film en langue étrangère lors de la 46e cérémonie des Oscars mais elle ne fut pas retenue.

## Autour du film
- Version française réalisée par la Société parisienne de sonorisation (SPS)
- Post synchronisé par André Valmy, Gérard Dessalles, Jean-Louis Jemma, Jean-Claude Michel, Monique Martial, Michel Gudin, René Bériard, Henry Djanik, René Lebrun
- Conseiller militaire principal : général d'armée Sergueï Chtemenko
- Conseillers militaires :
  - Colonel général des armées blindées : G. Orel
  - Colonel de l'armée de la RDA : Job von Witzleben (de)
  - Colonel de l'armée polonaise : Zbigniew Zaluski (pl)

- Ces films étant un hommage à ceux qui ont combattu pour leur patrie, chaque film est précédé de la phrase suivante «Gloire éternelle à ceux qui sont tombés pendant la Grande guerre patriotique».
- Madame Ada Ackerman, chargée de recherches au CNRS au laboratoire Thalim, historienne de l'art et spécialiste de Sergueï Eisenstein, dans les suppléments des trois DVD intervient sept fois : environ 13 minutes, 6 minutes 30, 8 minutes, 20 minutes 45, 22 minutes 50, 8 minutes 15, 23 minutes. Elle donne beaucoup d'informations historiques sur les événements eux-mêmes, sur les raisons qui ont poussé le Politburo du Parti communiste de l'Union soviétique à demander la réalisation de ce film, sur le contexte idéologique qui a conditionné le tournage, sur les moyens employés, sur l'équipe technique et les acteurs, sur l'esthétique, sur les aspects didactiques, sur les omissions volontaires ou pas, etc. Les informations qui suivent et qui précèdent sont très largement empruntées à son travail mais aussi à toutes les sources citées et il y en a beaucoup d'autres où l'on trouve beaucoup de redites.
- 1) Inspiré par le film Le Jour le plus long le bureau politique décida de répondre à cette coproduction qui ne parlait pas de la contribution des soviétiques à la victoire de 1945 en mettant à la disposition de Iouri Ozerov d'énormes moyens matériels, surtout soviétiques mais aussi allemands, polonais, yougoslaves, italiens, pour tourner une fresque monumentale à la gloire des combattants de la Grande guerre patriotique qui ont contraint l'envahisseur à une capitulation sans conditions.
- 2) La sortie de cette série de films était prévue pour célébrer le 25e anniversaire de la victoire, en 1970.
- 3) Il était interdit au cinéaste de montrer des événements antérieurs à ceux qui conduit à la libération du pays «mais certains faits développés dans les films ne sont pas directement liés aux opérations de reconquête du territoire envahi comme le complot du 20 juillet 1944, ce qui se passe à Ankara avec Elyesa Bazna, la résistance à Varsovie et la lutte des partisans organisée par Tito, le débarquement en Normandie et d'autres».
- 4) Iouri Bondarev a écrit le scénario de tous les épisodes qui se déroulaient dans les tranchées avec les personnages du capitaine Tsvetaïev, le colonel Loukine, le major Orlov et d'autres.
- 5) Iouri Ozerov était très motivé pour traiter le sujet au cinéma car il avait participé à la bataille de Moscou et à la bataille de Königsberg comme officier. À la suite de ces expériences traumatisantes il s'était promis de réaliser un film : non seulement il en réalisa un avant celui-là mais d'autres ensuite.
- 6) On a utilisé des films d'époque dont certains ont été récupérés dans ce qui avait été abandonné par la propagande nazie dans les territoires reconquis.
- 7) La bataille de Koursk malgré les soucis d'authenticité du metteur en scène n'a pas été tournée sur les lieux-mêmes mais à Pereïaslav parce que le terrain où s'étaient déroulés les affrontements renfermait encore énormément d'obus, de mines, d'explosifs non désamorcés. De même la traversée du Dniepr et la prise de la capitale de l'Ukraine ont été filmées près de Kiev.
- 8) L'offensive des troupes russes dans les marais de Biélorussie a été tournée dans les environs de Pabradė en Lituanie»
- 9) Beaucoup des 57 personnages historiques réels incarnés dans ces cinq films étaient encore vivants, avaient d'importantes responsabilités au moment du tournage donc le réalisateur a été obligé de composer avec les humeurs et le physique des uns et des autres pour le choix des acteurs les interprétant.
  - Comme consultant, Iouri Ozerov pensait à Gueorgui Joukov qui venait de terminer la rédaction de ses mémoires. Le maréchal en remit le 1er tome au réalisateur pour l'aider à écrire le script. Leur collaboration continua activement mais discrètement car à cette époque Joukov était très critiqué par des personnes très influentes dans le Parti communiste et la hiérarchie militaire. De plus il était en mauvaise santé : après avoir eu une hémorragie cérébrale, il marchait difficilement. Il approuva le choix de l'acteur qui l'incarnerait, Mikhaïl Oulianov, qu'il ne rencontra qu'une fois. Ce fut pour ce comédien le début d'une série de films où tint le même rôle. Bien qu'ayant des divergences avec le metteur en scène Joukov conserva de bonnes relations et lui conseilla de prendre Sergueï Chtemenko comme consultant militaire.
  - Fritz Diez avait adhéré au Parti communiste d'Allemagne en 1932; sa famille et lui qui avaient subi les persécutions du régime nazi, perquisition à son domicile, perte de son travail et autres «brimades», s'étaient réfugiés en Suisse. Revenu en Allemagne de l'Est il continua à exercer son métier. Deutsche Film AG le proposa à Ozerov. Il répondit qu'il en avait «ras le bol» d'Hitler, qu'il en avait déjà été l'interprète dans le film Já, spravedlnost et il pensait que, s'il continuait, on ne se le représenterait plus que dans le rôle du Führer. L'intervention du parti communiste et d'Erich Honecker le décidèrent.
  - Pour la première fois on présentait Andreï Vlassov au cinéma. Iouri Ozerov eut du mal à trouver sa photographie dans les archives pour chercher un acteur lui ressemblant. De plus il n'était pas sûr que la censure accepterait l'évocation de son rôle pendant le conflit. Iouri Pomerantsev qui incarne le général Vlassov a été découvert par hasard. Alors que l'acteur jouait dans une troupe du théâtre d'Alma Ata en tournée à Moscou, un assistant attira l'attention d'Ozerov sur lui. Pomerantsev ne se trouvait pas très ressemblant mais on lui a répondu qu'on arrangerait cela facilement. Le tournage de l'épisode fut réalisé en une journée. Pomerantsev devait incarner à nouveau Vlassov en 1975 dans un film de Iouri Tchoulioukine Soldats de la patrie. À cette époque le nom de Vlassov était tabou : on ne devait le mentionner ni sur les affiches ni sur les plateaux. On le désignait simplement par le terme "général". De plus on avertit le comédien qu'il était possible que la séquence où il apparaissait serait peut-être censurée et qu'il ne fallait pas en faire un drame si c'était le cas».
  - Nikolaï Olialine, pour incarner le capitaine d'artillerie Sergueï Tsvetaïev, prit un congé maladie et dit qu'il allait dans un sanatorium. Ainsi il put se soustraire aux impératifs du théâtre où il avait des engagements.
  - Iouri Dourov qui incarne Winston Churchill n'était pas un acteur de cinéma mais artiste de cirque.
- 10) Pour satisfaire les autorités, les personnes citées ci-dessus et lui-même sans doute, il a refait quatre fois le montage.
- 11) De même exposer le cas de Iakov Djougachvili, fils de Staline, qui avait été approché pour être échangé avec Friedrich Paulus était délicat. La réponse de Staline à cette sollicitation «On n'échange pas un soldat contre un maréchal» n'est pas certaine selon sa fille.
- 12) Iouri Ozerov, dans un souci de rendre le film aussi fidèle à la réalité que possible, souhaitait utiliser du matériel d'époque : blindés, avions, vêtements, camions... mais cela a été impossible car l'équipement militaire avait été détruit pendant les combats et ce qui avait survécu, remplacé par du matériel plus moderne, n'avait pas été entretenu et était hors d'usage.
  - Pour pallier l'absence de Panzerkampfwagen VI Tiger, panzerkampfwagen V Panther, Jagdpanzer Elefant de la Seconde Guerre mondiale, on a commandé à une usine métallurgique de Lviv la fabrication de dix chars Tigres et de huit chars Panthers pour les plans rapprochés. La centaine de chars T-55 supplémentaires mis à la disposition du réalisateur « par le maréchal Rodion Malinovski, qui était alors ministre de la défense », ont été maquillés, repeints et utilisés pour les plans éloignés car les T-34 et les T-34-85 d'époque n'étaient pas disponibles.
  - Pour l'aviation soviétique, les Yakovlev Yak-18 ont remplacé les Lavotchkine, les Yak 3 de l'escadrille Normandie-Niémen, et d'autres modèles de générations plus anciennes. Les avions tchèques Zlin Z -526 ont représenté les Messerschmitt Bf 109 et les Messerschmitt Bf 110 [6]
  - L'habillement a été confié à Diliara Ozerova. Le costume endossé par Boukhouti Zakariadze a été confectionné par le tailleur qui habillait Staline avec du tissu d'époque qui était stocké dans des entrepôts et quand l'acteur ainsi vêtu est entré dans la pièce où des généraux allaient voir le film, ces derniers, surpris, ont sauté de leur chaise. Ils ne s'attendaient pas, après la Destalinisation à revoir la représentation du leader bien qu'à cette époque sa réhabilitation commence. Les uniformes soviétiques ont été trouvés, (achetés ou loués?) dans des magasins militaires où ils étaient conservés depuis la fin de la Grande guerre patriotique. Il a fallu fabriquer les uniformes allemands et les teindre avec la couleur adéquate.
  - Plus de 3000 soldats ont pris part à la reconstitution des combats qui se sont déroulés en se rapprochant le plus possible de la réalité avec des équipements militaires adéquats, de vraies tranchées sur une grande étendue, des lignes téléphoniques, d'importants moyens de communication... tout cela survolé par l'hélicoptère où se trouvait le metteur en scène.
  - Une filiale de la production Mosfilm a fabriqué les casques en plastique car en métal ils auraient été trop lourds à porter et à transporter.
  - Les camions que l'on voit, des GAZ-63, ZIL-157, Oural-375D sont postérieurs aux événements et datent de 1979.
  - Ivo Garrani lors des séquences tournées à Rome est transporté dans une authentique Fiat 2800 comme le Duce l'était avant lui et étaient authentiques aussi la Lancia Astura et la Fiat 1500 qui suivaient.
  - «Les bateaux utilisés pour recréer la traversé du Dniepr sont des Iaroslavets (ru). Bien que récents au moment du tournage, ils n'avaient guère changé depuis la Seconde Guerre mondiale».
- 13) La bataille dans Berlin a été tournée dans un quartier de la capitale qui, dans un projet de rénovation urbaine, était destiné à la destruction ce qui a permis de réaliser des effets pyrotechniques et des démolitions sans retenue.
- 14) «Les scènes rassemblant Churchill, Roosevelt et Staline à Yalta ont été tournées dans le Palais de Livadia où les rencontres ont réellement eu lieu»
- 15) Le siège du Reichstag a été filmé autour d'une église berlinoise à moitié détruite qui lui ressemblait, « les combats à l'intérieur dans des décors des studios Mosfilm et les échanges de coups de feu dans les étages supérieurs à la maison de l'ingénierie à Berlin ».
- 16) Les derniers moments d'Hitler dans le bunker ont été tournés à Saint-Pétersbourg.
- 17) La chanson du film Le Dernier Combat, en russe последний бой, a été composée et chantée par Mikhaïl Nojkine (ru)[7].
- 18) En 2002, aux studios Mosfilm la restauration avec transfert du son dans le système stéréo Dolby a duré toute l'année.
- 19)L'édition allemande du DVD contient des fragments illustrant l'attaque nocturne de Berlin qui ne se trouvent pas sur l'édition russe.
- 20) Ce film a été montré pour la 1re fois à la télévision russe en 2011 avec ses épisodes en couleur, essentiellement pour qui se passe au front, en noir et blanc pour ce qui se passe à Moscou et dans d'autres villes, pour les archives cinématographiques et ses courtes séquences monochromes : vert, rouge pour le bombardement de Berlin par exemple .

### Quelques anecdotes
- Initialement Iouri Ozerov ne voulait pas inclure de personnages fictifs dans cette série de films mais, plus tard, pour intéresser le public, on a pensé qu'il ne fallait pas se cantonner aux événements historiques et ainsi furent ajoutés Zoïa, l'infirmière, le colonel Loukine...Le capitaine Tsvetaïev fut une suggestion de Iouri Bondarev qui s'inspira du capitaine Ermakov, un héros de son roman Les Bataillons demandent le feu, (Батальоны просят огня). Nikolaï Olianine fut choisi pour ses joues creuses, ses immenses yeux bleus et sa grande bouche d'enfant car on ne voulait pas d'acteur ayant un visage «trop bien nourri».
- Iouri Ozerov souhaitait montrer une personne qui brûle comme cela était arrivé lorsque, par exemple, des blindés étaient touchés. Malgré la panique provoquée chez son épouse et l'incrédulité de ses collègues, le pyrotechnicien Vladimir Mikhaïlovitch Soukhoretski décida de tenter l'expérience. Son équipe et lui rédigèrent un engagement qui stipulait qu'il prenait la responsabilité des conséquences de la tentative pour surmonter l'interdiction de l'ingénieur en chef. Une combinaison spéciale faite d'un tissu recommandé par un institut de recherche qui travaillait pour des métallurgistes a été enfilée puis hermétiquement fermée avec quelques coutures. Nikolaï Baroutskov y a mis le feu puis Soukhoretski a fait quelques pas vers les chars fascistes pendant trente secondes, devant trois caméras, puis pendant trente secondes hors champ. Cette séquence lui a permis de recevoir une réprimande de l'ingénieur en chef et 50 roubles [8]
- L'épisode de l'inondation de la station d'une station du métro de Berlin a été filmé à l'intérieur du bief d'une écluse proche de Moscou dans des décors auxquels on a ajouté des wagons pris en Allemagne après la guerre. Le niveau de l'eau a été réglé par l'éclusier en ouvrant et en fermant les vannes. Le metteur en scène confie qu'après être resté de longs moments debout dans l'eau froide jusqu'à la taille souffrit de sciatique longtemps après [9]. Lors de la première à Berlin-Ouest, en mai 1971, beaucoup de personnes handicapées, de spectateurs âgés qui s'étaient battus contre les soviétiques ont été sidérés en apprenant qu'Hitler avait ordonné d'inonder le métro avec l'eau de la Spree.
- Par inadvertance, à Potsdam, des photos de tournage furent oubliées sur une table de l'hôtel où Iouri Nikolaïevitch et son épouse se trouvaient. Sur l'une d'entre elles on voyait le réalisateur étreignant Hitler, Fritz Diez dans l'uniforme du führer. Cela provoqua beaucoup d'émotion parmi le personnel qui découvrait que l'hôtel accueillait un ami très proche du dictateur.
- En avril 1945, du sommet des pins, où était installé son poste d'observation, le major Ozerov donnait des indications à l'artillerie pour qu'elle ajuste ses tirs sur la ville de Königsberg [5]. Il a peut-être pensé à cela lorsque, pour les prises de vue des séquences de bataille, on a construit une tour sur laquelle des membres de l'équipe et le réalisateur montaient. Ce dernier agitait un mouchoir pour commencer le tournage mais un jour, étant enrhumé, il prit son mouchoir et un sapeur croyant que c'était le signal, déclencha les explosions et une tonne et demie de TNT partit en fumée sans plus de résultat [10].
- Iouri Borissovitch Legkov choisi pour sa ressemblance avec Ivan Koniev tient le rôle dans les films I et II seulement. Acteur très consciencieux, il importuna le maréchal Koniev en lui posant beaucoup de questions sur ce qu'il mangeait pendant la guerre, ses habitudes et autres détails sur sa vie. Le maréchal appela Mosfilm pour que cessent ces appels et il dit «Éloignez de moi cet idiot, il m'appelle après minuit pour me demander quelle jambe était devant pendant la bataille de Koursk». Le studio supprima le problème en le remplaçant par Vassili Choukchine dans les films III et V [11]
- Les séquences concernant l'attentat du 20 juillet 1944 ont été tournées à la Wolfsschanze et Iouri Ozerov fut témoin de la surprise des touristes, qui en descendant d'un car, virent sortir du blockhaus, Goering (Kurt Wetzel) et Hitler (Fritz Diez) [12].
- Nikolaï Olialine raconte qu'à l'issue de la première, un vétéran de la Grande Guerre patriotique s'est approché de lui, l'a pris par la main et dit «Mon cher, mon cher, j'étais avec vous à Koursk».